# Technologieregion Karlsruhe
Die Technologieregion Karlsruhe GmbH (TRK; Eigenschreibweise: TechnologieRegion Karlsruhe) ist ein Zusammenschluss von Städten, Landkreisen, einem Regionalverband sowie mehreren Unternehmen und Wissenschaftseinrichtungen in der Region um die deutsche Großstadt Karlsruhe. Ihr Zweck ist die gemeinsame regionalpolitische Interessenvertretung und das Verfolgen einer gemeinsamen Marketingstrategie. Sie hat Mitglieder aus Baden-Württemberg, Rheinland-Pfalz und Frankreich.

## Geschichte
Die Initiative zur Gründung kam in der Mitte der 1980er Jahre von Gerhard Seiler, Erster Bürgermeister und ab 1986 Oberbürgermeister von Karlsruhe, Erwin Vetter, Oberbürgermeister der Stadt Ettlingen und Winfried Nowack, Geschäftsführer der IHK Karlsruhe. Angesichts des entstehenden Europäischen Binnenmarkts wurde durch die regionale Zusammenarbeit eine Verbesserung der Chancen im internationalen Wettbewerb erwartet. Im März 1987 gründeten die Städte Karlsruhe, Baden-Baden, Bretten, Bruchsal, Bühl, Ettlingen, Gaggenau und Rastatt sowie die beiden Landkreise Karlsruhe und Rastatt die TechnologieRegion Karlsruhe. Die IHK Karlsruhe übernahm die Geschäftsführung. Es war der erste derartige Zusammenschluss von Städten und Landkreisen in Europa zur Bündelung von Innovationen, zur gemeinsamen realpolitischen Interessenvertretung und zur Verfolgung einer gemeinsamen Marketingstrategie. 1991 wurde erstmals ein Entwicklungsprogramm für die Region vorgelegt, 1992 ein Arbeitskreis Kultur gebildet, um deren Bedeutung als Standortfaktor neben Wirtschaft, Wissenschaft und Verwaltung zu würdigen. Mit der Aufnahme der rheinland-pfälzischen Landkreise Germersheim und Südliche Weinstraße in den Jahren 2006 und 2009 kam es zu ersten Erweiterungen über baden-württembergische Grenzen hinweg.
Am 7. April 2017 fand die Gründungsversammlung zur Umwandlung der bisherigen Gesellschaft bürgerlichen Rechts (GbR) in eine Gesellschaft mit beschränkter Haftung (GmbH) statt. Neben den bisherigen 16 kommunalen Gesellschaftern (ein Regionalverband, elf Städte und vier Landkreise) konnten damit erstmals auch Unternehmen, Kammern und Wissenschaftseinrichtungen als Gesellschafter aufgenommen werden.

## Mitglieder
Mitglieder sind aus Baden-Württemberg die Städte Baden-Baden, Bretten, Bruchsal, Bühl, Ettlingen, Gaggenau, Karlsruhe, Rastatt, Rheinstetten, Stutensee und Waghäusel sowie der Landkreis Karlsruhe, der Landkreis Rastatt und der Verband Region Karlsruhe, aus Rheinland-Pfalz die Stadt Landau in der Pfalz sowie die Landkreise Germersheim und Südliche Weinstraße. Darüber hinaus sind mehrere Unternehmen, die Industrie- und Handelskammer Karlsruhe und Handwerkskammer Karlsruhe sowie die Wissenschaftseinrichtungen Karlsruher Institut für Technologie (KIT) und FZI Forschungszentrum Informatik Gesellschafter der Technologieregion Karlsruhe. Aus Frankreich ist unter anderem die Europäische Gebietskörperschaft Elsass vertreten.

## Technologieregion Karlsruhe GmbH

### Aufgaben
Zweck der Gesellschaft ist es, den Wirtschaftsraum Karlsruhe in seiner Entwicklung zu unterstützen, die regionale Zusammenarbeit zu fördern und die Stärken der Region zu bündeln. Durch die strategische Vernetzung von Partnern aus Wirtschaft, Wissenschaft und öffentlicher Hand werden Projekte initiiert. Die Technologieregion Karlsruhe agiert als Plattform, übernimmt die Steuerung der unterschiedlichen Akteure und trägt zur Co-Finanzierung bei. Die Ergebnisse der Kooperationsprojekte werden im nationalen und internationalen Umfeld positioniert. Darüber hinaus ist die TRK als Interessensvertreter der Region und ihrer Akteure gegenüber Entscheidungsträgern im Land, im Bund, in Europa und darüber hinaus aktiv. Eine weitere Aufgabe ist die Unterstützung von Infrastrukturvorhaben zum Nutzen der gesamten Region auf beiden Seiten des Rheins.

### Organe der Gesellschaft
Die Organe der Gesellschaft sind die Gesellschafterversammlung, der Aufsichtsrat, der Beirat und die Regionalkonferenz. Die Gesellschafterversammlung besteht aus den gesetzlichen Vertreterinnen und Vertretern der Gesellschafter, die sich in drei Gesellschaftergruppen Öffentliche Hand, Wirtschaft/Kammern und Wissenschaft organisieren. Dem Aufsichtsrat gehören sechs Vertreter der Gesellschaftergruppe Öffentliche Hand, fünf Vertreter der Gesellschaftergruppe Wirtschaft/Kammern sowie ein Vertreter der Gesellschaftergruppe Wissenschaft an. Vorsitzender der Gesellschafterversammlung und des Aufsichtsrats ist der Karlsruher Oberbürgermeister Frank Mentrup. Die Regionalkonferenz besteht aus den gesetzlichen Vertreterinnen und Vertretern der Gesellschafter oder deren Bevollmächtigten sowie mindestens 20 anderen Mitgliedern gesellschaftlicher Gruppen aus den Bereichen Wirtschaft, Wissenschaft und Kultur.

## Veranstaltungen und Initiativen

### Expo Real in München
Die TechnologieRegion Karlsruhe wirbt jedes Jahr mit einer Ausstellergemeinschaft auf der Fachmesse für Immobilien und Investitionen Expo Real in München für Projekte und Liegenschaften aus der gesamten TechnologieRegion Karlsruhe.

### Preisverleihungen
Die TechnologieRegion Karlsruhe verleiht die Preise Neo, Global und Kult.
Mit dem Neo - Der Innovationspreis der TechnologieRegion Karlsruhe werden seit 2010 jährlich herausragende Forschungs- und Innovationsleistungen zu wechselnden Ausschreibungsthemen gewürdigt. Der Preis ist mit insgesamt 20.000,- € dotiert.
Unternehmerische Konzepte und Aktivitäten im Auslandsgeschäft werden mit dem Global – der Außenwirtschaftspreis der TechnologieRegion Karlsruhe ausgezeichnet, der mit einem Preisgeld von 10.000 Euro verbunden ist.
Mit dem Kulturpreis der TechnologieRegion Karlsruhe prämiert die Gesellschaft Projekte und Initiativen aus dem Kulturbereich, die den regionalen Gedanken fördern und die regionale Zusammengehörigkeit stärken. Die Auszeichnung ist mit 1.000 Euro dotiert und wird alle zwei Jahre im Wechsel mit dem Global vergeben.

### Arbeitgeberforum „Vereinbarkeit von Beruf und Familie“
Das Arbeitgeberforum TechnologieRegion Karlsruhe ist eine gemeinsame Initiative der TechnologieRegion Karlsruhe und des Karlsruher Bündnisses für Familie mit den Bündnispartnern Agentur für Arbeit Karlsruhe – Rastatt, Handwerkskammer Karlsruhe sowie Industrie- und Handelskammer Karlsruhe. Ziel des Forums ist es, gemeinsam Maßnahmen zu entwickeln, um die Vereinbarkeit von Beruf und Familie zu verbessern. Die Geschäftsführung des Forums liegt beim Karlsruher Bündnis für Familie.

### Forschung
In Bruchsal startete im Juli 2019 das Forschungsprojekt für urbane und autonome Güterlogistik, efeuCampus. Auf dem Testgelände, das von der europäischen Union und dem Land Baden-Württemberg gefördert wird, werden Systeme für die autonome Güterzustellung und -abholung entwickelt und erprobt.